# Jacques N’Guea
Jacques N’Guea (ur. 8 listopada 1955 w Loum, zm. 31 maja 2022) – kameruński piłkarz, występował na pozycji napastnika.

## Życiorys
Ma za sobą udział w mistrzostwach świata 1982, na których rozegrał dwa niepełne mecze. W spotkaniu z Peru został zmieniony w 73 minucie przez Paula Bahokena, natomiast w meczu z Polską zszedł w przerwie meczu, a za niego na boisku pojawił się Jean-Pierre Tokoto. Podczas tego mundialu N'Djeya był zawodnikiem Canonu Jaunde.